# Schutzhaftlagerführung
Der Schutzhaftlagerführer leitete die – euphemistisch benannte – Abteilung Schutzhaftlager (auch Häftlingslager genannt) in den nationalsozialistischen Konzentrationslagern. Die Angehörigen der Wachmannschaften und ihre Führer waren Teil der SS-Totenkopfverbände, auch Totenkopf-SS genannt.
Die Abteilung „Schutzhaftlager“ war eine der fünf Abteilungen (Abteilung I: Kommandantur-Stab, Abteilung II: Politische Abteilung, Abteilung III: Schutzhaftlager, Abteilung IV: Standortverwaltung, Abteilung V: Sanitätswesen), die in den Konzentrationslagern unterschiedliche lagerbezogene Aufgaben wahrnahmen. Als „Abteilung III“ war sie obligatorischer Bestandteil des Kommandanturstabes in den Konzentrationslagern. Dem Schutzhaftlagerführer unterstand die Leitung des eigentlichen Häftlingslagers im Konzentrationslager. Sein direkter Vorgesetzter war der Lagerkommandant, von ihm erhielt er Befehle und andere Anweisungen, an die er gebunden war. In der Praxis hatte der Schutzhaftlagerführer jedoch weitreichende Befugnisse bei der Leitung des Häftlingslagers. Neben der organisatorischen und praktischen Führung des Wachpersonals innerhalb des Schutzhaftlagers oblag ihm die Überwachung und Einhaltung der Lagerordnung durch die Gefangenen. Er war für die Beantragung offizieller Lagerstrafen bei der übergeordneten Inspektion der Konzentrationslager zuständig. Auf Seiten der Funktionshäftlinge war ihm der Lagerälteste direkt unterstellt.
Abhängig von der Größe des Konzentrationslagers gab es bis zu vier Schutzhaftlagerführer, die nebeneinander verschiedene Lagerabschnitte leiteten. Der Erste Schutzhaftlagerführer fungierte auch als Stellvertreter des Lagerkommandanten.

## Organisation im Stammlager

### Rapportführer
Der Rapportführer war dem Schutzhaftlagerführer unmittelbar unterstellt. Dienstpflichten des Rapportführers waren tägliche Meldung der Häftlingszahlen, Leitung der Häftlingsschreibstube, Diensteinteilung der Blockführer, Vollziehung der festgesetzten Lagerstrafen.

### Blockführer
Die Blockführer waren alltäglich im Lager zugegen, hielten die Appelle ab und teilten die Häftlinge ihrer Baracke (Block) zu den Arbeitskommandos oder einzelnen Aufgaben ein. Sie waren für die ihnen zugeteilten Häftlingsblocks verantwortlich und sollten dort für Sauberkeit und Ordnung sorgen. In der Lagerpraxis verfügten sie über weitreichende Handlungskompetenzen. In einigen Lagern nahmen sie zusätzlich die Position des Kommandoführers ein, die die ihnen zugeteilten Arbeitskommandos überwachten. Auf Seiten der Funktionshäftlinge war der Blockälteste dem Blockführer gegenüber verantwortlich.

### Arbeitsdienstführer/Arbeitseinsatzführer
Der Arbeitsdienstführer, später einem Arbeitseinsatzführer  (Leiter der Abteilung III/E: Arbeitseinsatz) untergeordnet, war für die Organisation und Überwachung der gesamten Arbeitseinsätze von Häftlingen zuständig. Ihm oblag die Entscheidung, wie viele und welche Häftlinge den einzelnen Arbeitskommandos zugeteilt wurden. Die Abteilung Arbeitseinsatz war ab Anfang der 1940er Jahre eine eigenständige Abteilung innerhalb der Konzentrationslager, sofern dort in beachtlichem Umfang Zwangsarbeit, insbesondere für Drittfirmen, geleistet wurde.

### Kommandoführer
Unmittelbar dem Arbeitsdienstführer waren wiederum die Kommandoführer unterstellt. Diese waren für die ihn zugeteilten einzelnen Arbeitskommandos zuständig. Auf Seiten der Funktionshäftlinge war dem Kommandoführer direkt der Kapo beziehungsweise Vorarbeiter untergeordnet.

## Organisation im Außenlager
Die Leitung der KZ-Außenlager oblag dem Lagerführer, welcher auch als Kommandoführer, Lagerleiter
oder Kommandant bezeichnet wurde.
In größeren Außenlagern war der 1. Lagerführer Vorgesetzter der Wachmannschaften und ihm oblag die Verwaltung des
Lagers.
Sein Stellvertreter – der 2. Lagerführer – stand in direkteren Kontakt zu den Häftlingen und wird oft in den
Berichten der Häftlinge als besonders grausam beschrieben.